# 黃嘉瑜
黃嘉瑜，為香港新聞從業員，現任now寬頻電視首席記者。

## 資歷
畢業於香港中文大學新聞及傳播學系，她曾於大學二年級時到無綫電視新聞部實習，並任外電記者，2005年加入當時正籌備中的now財經台任港聞記者，為該台開國功臣之一，2007年晉升為高級記者。至今任港聞組首席記者。

## 重點新聞報道
- 2007年黃嘉瑜升任高級記者後，開始被派到世界各地採訪新聞，如：北京、四川、台北、西藏、東京等。
- 2008年1月中國雪災期間，受災地區甚廣，黃嘉瑜及同台幾名記者被派到廣州等地報道最新災情及相關新聞。
- 2008年3月西藏發生騷亂事件，當時正在西藏拉薩採訪的黃嘉瑜連同約10名同為來自香港的記者均被公安聲趕離西藏。
- 2008年5月12日，四川汶川發生八級大地震，受災地區甚廣，黃嘉瑜及同台近10名記者分別被派到汶川、成都、貴州等地報道最新災情。
- 2008年7月中旬，now新聞台為迎接京奧來臨而增加的採訪量而成立「京奧採訪組」，黃嘉瑜加入任組員。
- 2008年8月4日，當時now新聞台包括周月翔有約五名記者在北京採訪京奧新聞，新疆喀什於當日發生襲擊事件後，黃嘉瑜及同台另一在京記者周月翔即時趕到新疆報道最新消息。
- 2008年9月，美國經濟倒退令美國人生活改變，黃嘉瑜到美國紐約採訪當地最新情況。
- 2009年3月，香港政府民政事務局局長曾德成以港澳佛教代表團名譽團長身分訪問台灣，黃嘉瑜到台北採訪。
- 2009年8月12日，時任now新聞台駐京記者的黃嘉瑜與攝影師到四川成都採訪，於當日上午6時許準備由酒店出發採訪維權人士譚作人案之際，數名公安人士在房間外攔截，指稱接獲市民舉報，懷疑黃等三人入住的房間藏有毒品等違禁品，要搜查房間，擾攘近6小時至下午1時許，該段時間三人一直被軟禁於酒店內，令三人不能正常外出採訪。now新聞台、香港記者協會及香港新聞行政人員協會均發聲明指公安無理執法，妨礙新聞自由。
- 另外，當中國、美國等國家領導人外訪或到訪中國，黃嘉瑜或同台部分記者都會被派出跟隨被訪目標報道最新消息。

## 外部連結
- now寬頻電視檔案[]
- now寬頻電視新聞